# Dasineura szepligetii
Dasineura szepligetii är en tvåvingeart som först beskrevs av Jean-Jacques Kieffer 1909.  Dasineura szepligetii ingår i släktet Dasineura och familjen gallmyggor.
Artens utbredningsområde är Ungern. Inga underarter finns listade i Catalogue of Life.